# ФК Слован (Либерец)
„Слован Либерец“ (на чешки: FC Slovan Liberec) е футболен клуб от град Либерец, Чехия, създаден през 1958 г. в Чехословакия.
Отборът му е сред най-успешните чешки отбори. От създаването на Първа чешка футболна лига през 1993 г. „синьо-белите“ са спечелили 3 шампионатни титли и веднъж купата на Чехия. Главен спосор на отбора е компанията за стъклени изработки „Пресиоса“.

## Предишни имена[2]
| Години    | Име                                                                                               |
| --------- | ------------------------------------------------------------------------------------------------- |
| 1958-1980 | ТЕ „Слован“ Либерец Tělovýchovná jednota Slovan Liberec                                           |
| 1980-1993 | ТЕ „Слован-Епитекс“ Либерец Tělovýchovná jednota Slovan Elitex Liberec                            |
| 1993      | ФК „Слован“ Либерец Football Club Slovan Liberec                                                  |
| 1993-1994 | ФК „Слован-ВСК“ Либерец Football Club Slovan Wimpey-Severokámen Liberec, a.s.                     |
| 1994-1995 | ФК „Слован-ВСК-Вратислав“ Либерец Football Club Slovan Wimpey-Severokámen Vratislav Liberec, a.s. |
| 1995 -    | ФК „Слован“ Либерец Football Club Slovan Liberec, a.s.                                            |

## Отличия
Чехия
- Гамбринус лига:
  -  Шампион (3): 2001/02, 2005/06, 2011/12
  -  Бронзов медалист (3): 2008/09, 2012/13, 2015/16
- Купа на Чехия:
  -  Носител (2): 1999/2000, 2014/15
  -  Финалист (3): 1998/99, 2007/08, 2019/20
- Суперкупа на Чехия:
  -  Финалист (2): 2012, 2015
- Типспорт лига: (2 ниво)
  -  Шампион (1): 2001

 Чехословакия
- 1. ЧНФЛ: (2 ниво)
  -  Сребърен медал (1): 1958/59
- 3 лига: (3 ниво)
  -  Шампион (1): 1969/70, 1973/74, 1976/77, 1985/86

Международни
- Купа на УЕФА::
  - Четвъртфинал (1): 2001/02
- Интертото::
  -  Финалист (1): 2004
- Фортуна Уикенд на шампионите:
  -  Шампион (1): 2011